# Birgit Mersmann
Birgit Mersmann (* 1966 in Bonn) ist eine deutsche Kunsthistorikerin und Bildwissenschaftlerin. Von 2018 bis 2023 war sie Professorin für Neuere und Neueste Kunstwissenschaft und Kunstgeschichte an der Universität Duisburg-Essen. Seit April 2023 ist Mersmann Professorin für Zeitgenössische Kunst und digitale Bildkulturen am Kunsthistorischen Institut der Universität Bonn.

## Leben
Birgit Mersmann studierte Kunstgeschichte und Neuere deutsche Literaturwissenschaft in München und Wien und wurde an der LMU München mit einer interdisziplinären Arbeit zu medienkritischen Aspekten eines nachmodernen Bilderstreits (Bilderstreit und Büchersturm. Medienkritische Überlegungen zu Übermalung und Überschreibung im 20. Jahrhundert, 1999) promoviert. In den Jahren von 1998 bis 2002 lehrte sie als DAAD Visiting Professor an der Seoul National University in Südkorea, wo sie sich intensiv mit der zeitgenössischen ostasiatischen Kunst auseinandersetzte. Als Senior Researcher am Nationalen Forschungsschwerpunkt (NFS) «Bildkritik» der Universität Basel (2005–2008) untersuchte sie intermediale Symbol- und Ausdrucksformen zwischen Bild und Schrift. 2013 habilitierte sie an der Universität Basel mit einer bildtheoretischen Arbeit zum Thema Schriftbildlichkeit (Schriftikonik. Bildphänomene der Schrift in kultur- und medienkomparativer Perspektive, 2015). Von 2008 bis 2015 war sie Assistenzprofessorin für westliche und außereuropäische Kunst an der internationalen Jacobs University in Bremen. Dort leitete sie von 2011 bis 2012 das Forschungszentrum «Humanities, Modernity, Globalization». Von 2015 bis 2017 vertrat sie die Professur für Kunst der Moderne und Gegenwart/Ästhetische Theorien an der Universität zu Köln. 2013 gründete sie gemeinsam mit Burcu Dogramaci und Alexandra Karentzos das ForscherInnennetzwerk „Kunstproduktion und Kunsttheorie im Zeichen globaler Migration“. 2019 erschien das von ihr mitherausgegebene erste internationale Handbuch  Art and Global Migration. Theories, Practices and Challenges (Berlin/Boston: De Gruyter).
Mersmann erhielt zahlreiche Fellowships im In- und Ausland, u. a. am Internationalen Kolleg Morphomata der Universität zu Köln, am IFK in Wien, am Neubauer Collegium of Culture and Society der University of Chicago und am Humanities Research Centre der Australian National University in Canberra.

## Forschungsschwerpunkte
Mersmanns Forschungs- und Lehrschwerpunkte liegen in den Bereichen westliche und ostasiatische Kunst der Moderne und Gegenwart, Bild- und Medientheorie, Translationsforschung und Transkulturalität, visuelle Kulturen, Kunst und Migration, globale Kunst und Kunstgeschichte, Theorie und Geschichte des Museums, Bild und Schrift sowie dokumentarische Fotografie.

## Schriften (Auswahl)
- Bilderstreit und Büchersturm. Medienkritische Überlegungen zu Übermalung und Überschreibung im 20. Jahrhundert, Würzburg: Königshausen & Neumann 1999, ISBN 3-8260-1412-X.
- Schriftikonik. Bildphänomene der Schrift in kultur- und medienkomparativer Perspektive, Reihe Eikones, Paderborn: Fink 2015, ISBN 3-7705-5912-6.
- als Herausgeberin mit Martin Schulz: Kulturen des Bildes, München: Fink 2006, ISBN 978-3-7705-4320-5.
- als Herausgeberin mit Gottfried Boehm, Christian Spies: Movens Bild. Zwischen Affekt und Evidenz, München: Fink 2008, ISBN 978-3-7705-4631-2.
- als Herausgeberin mit Thomas Weber: Mediologie als Methode, Berlin: Avinus 2008, ISBN 978-3-930064-89-2.
- als Herausgeberin mit Alexandra Schneider: Transmission Image. Visual Translation and Cultural Agency, Newcastle: Cambridge Scholars Publishing 2009, ISBN 1-4438-0005-8.
- als Herausgeberin mit Antonio Loprieno, Carsten Knigges Salis: Schrift Macht Bild. Schriftkulturen in bildkritischer Perspektive, Weilerswist: Velbrück 2011, ISBN 978-3-942393-23-2.
- als Herausgeberin mit Hans G. Kippenberg: The Humanities between Global Integration and Cultural Diversity, Berlin/Boston: De Gruyter 2016, ISBN 3-11-044075-X.
- als Herausgeberin mit Burcu Dogramaci: Handbook of Art and Global Migration. Theories, Practices, and Challenges, Berlin/Boston: De Gruyter 2019, ISBN 978-3-11-047667-5.
- als Herausgeberin: Die Ausstellung als «Parlament der Dinge». Theorie und Praxis der Gedankenausstellung bei Bruno Latour, Hefte zur Medienkulturforschung, Hamburg: Avinus, 2019, ISBN 978-3-86938-092-6.
- als Herausgeberin mit Christiane Kruse: Bildagenten. Historische und zeitgenössische Bildpraxen in globalen Kulturen, Reihe Dynamis, Paderborn: Fink 2020, ISBN 978-3-7705-6550-4.